# Narinatrogon
De Narinatrogon (Apaloderma narina) is een vogel uit de familie van de trogons (Trogonidae).  De vogel is beschreven in het werk van François Le Vaillant die de vogel noemde naar een Khoikhoivrouw waarmee hij een relatie had. De wetenschappelijk geldige beschrijving werd door Stephens gemaakt, omdat Le Vaillant niet de binominale nomenclatuur wenste te gebruiken.

## Kenmerken
De Narinatrogon wordt 33 cm lang. Het mannetje is, kenmerkend voor de trogons, helder gekleurd met groene bovendelen, karmozijnrode onderdelen, bruingrijze buik en vleugels, een grijze snavel met gele basis en een blauwe patronen in het gezicht. Het vrouwtje heeft een bruin gezicht, een paarsgroen verenkleed, een blauwe cirkel om het oog en een bleker rode onderbuik. De Narina-trogon heeft een lange staart.

## Gedrag
De Narinatrogon zit vaak stil op een tak in de bovenste delen van de bomen op de uitkijk. Bij gevaar draait hij zich om om zijn karmozijnen buik te verbergen. Soms leeft de vogel samen met andere soorten vogels, maar meestal solitair of in paren.

## Voedsel
De Narinatrogon eet vooral insecten, die van de takken worden geplukt. Na de vangst vliegt de vogel terug naar zijn stekje. Ook worden de insecten soms van de grond geplukt. Naast insecten als rupsen, spinnen en kevers eet de vogel ook kleine ongewervelden.

## Broeden
De Narinatrogon legt twee tot vier eitjes in een holte in een boom die onbekleed is. De eitjes worden twee weken bebroed door beide ouders; zij zorgen ook samen voor hun jongen.

## Verspreiding en leefgebied
De trogon komt voor in bossen en bosranden in het laagland van Afrika ten zuiden van de Sahara en telt vier ondersoorten:
- A. n. constantia: van Sierra Leone tot Ghana.
- A. n. brachyurum: van zuidoostelijk Nigeria en Kameroen tot Congo-Kinshasa en Oeganda.
- A. n. narina: van Ethiopië tot Angola en Zuid-Afrika.
- A. n. littorale: van zuidelijk Somalië tot oostelijk Tanzania en Mozambique.